# Antonio Vivarini
Ne pas confondre avec un autre peintre appelé Antonio da Murano.
Antonio Vivarini dit Antonio da Murano (Murano, 1415 - Venise, v. 1480) est un peintre italien de l'école vénitienne de la première Renaissance.

## Biographie

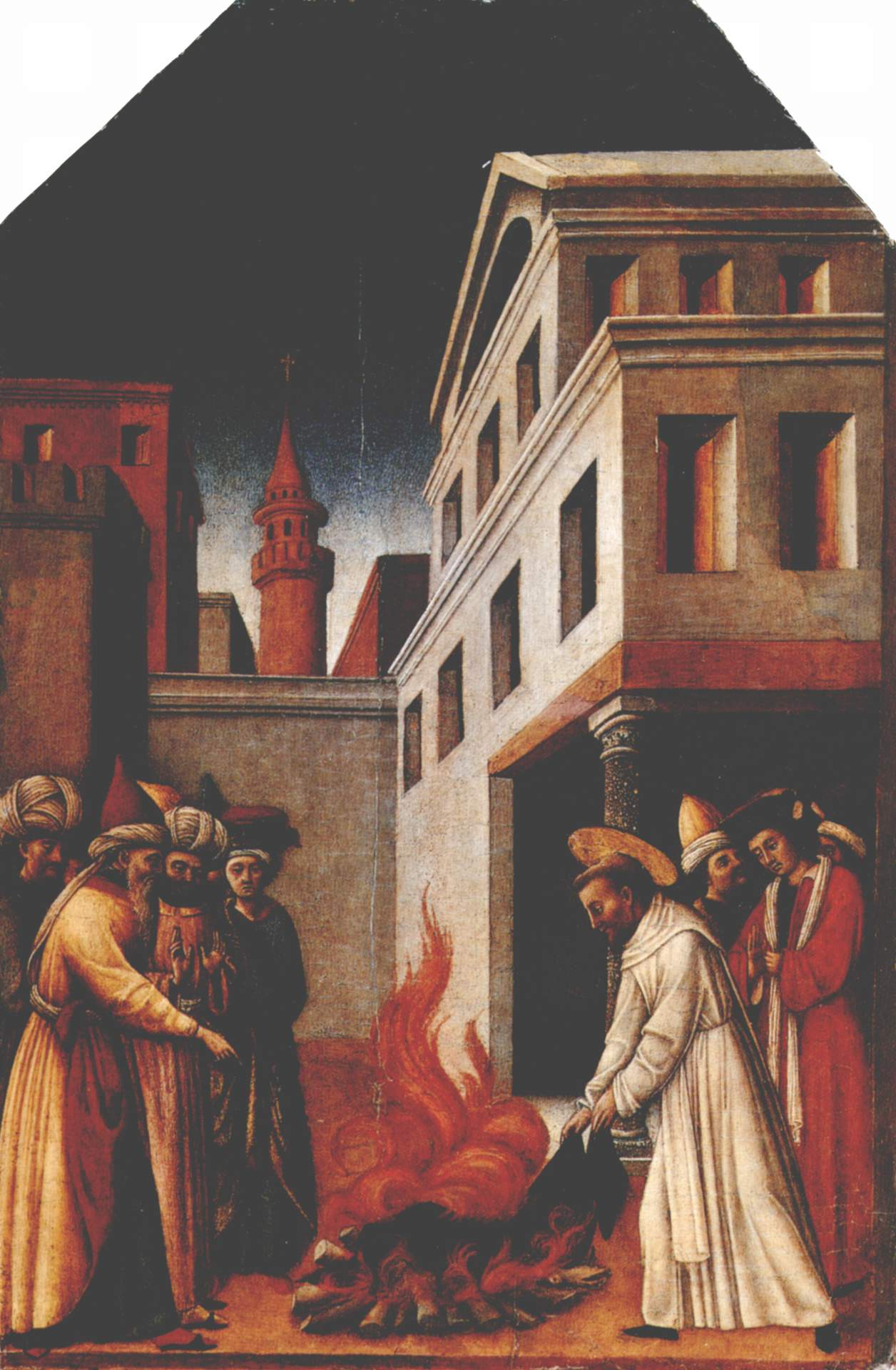
Le Miracle du feu de saint Pierre martyr devant le sultan (Berlin).

Frère de Bartolomeo Vivarini et père de Alvise Vivarini, Antonio Vivarini commence à travailler avec Andrea di Giovanni et son travail montre l'influence de Gentile da Fabriano.
Antonio peint, en 1450 et 1451 à la chartreuse de Bologne et à l'église Saint-François de Padoue, en compagnie de son frère Bartolommeo qui débute,.
Sa culture picturale gothique se renouvellera au contact de Masolino da Panicale puis de Paolo Uccello et d’Andrea del Castagno venus à Venise et s'orientera vers un renouveau en réaction à la renaissance toscane. Il travaille avec son beau-frère Giovanni d’Alemagna et, à la mort de celui-ci en 1450, avec son frère Bartolomeo.
Roberto Longhi le surnomme « le Masolino vénitien ».

## Œuvres
- Fresques de la chapelle d'Ovetari (1448), église des érémitiques de Padoue
- Polyptyque de la Chartreuse de Bologne (1450-1460), avec son frère Bartolomeo, Pinacothèque nationale de Bologne

- Triptyque de Santa Maria Formosa (1473), avec son frère Bartolomeo
- Triptyque de San Giovanni in Bragora (1478), avec son frère Bartolomeo
- Prédelle à Berlin
- Saint Pierre exorcisant un démon ayant pris les traits d'une Vierge à l'Enfant, v. 1480, collection Alana

- Conservées à Venise[3]

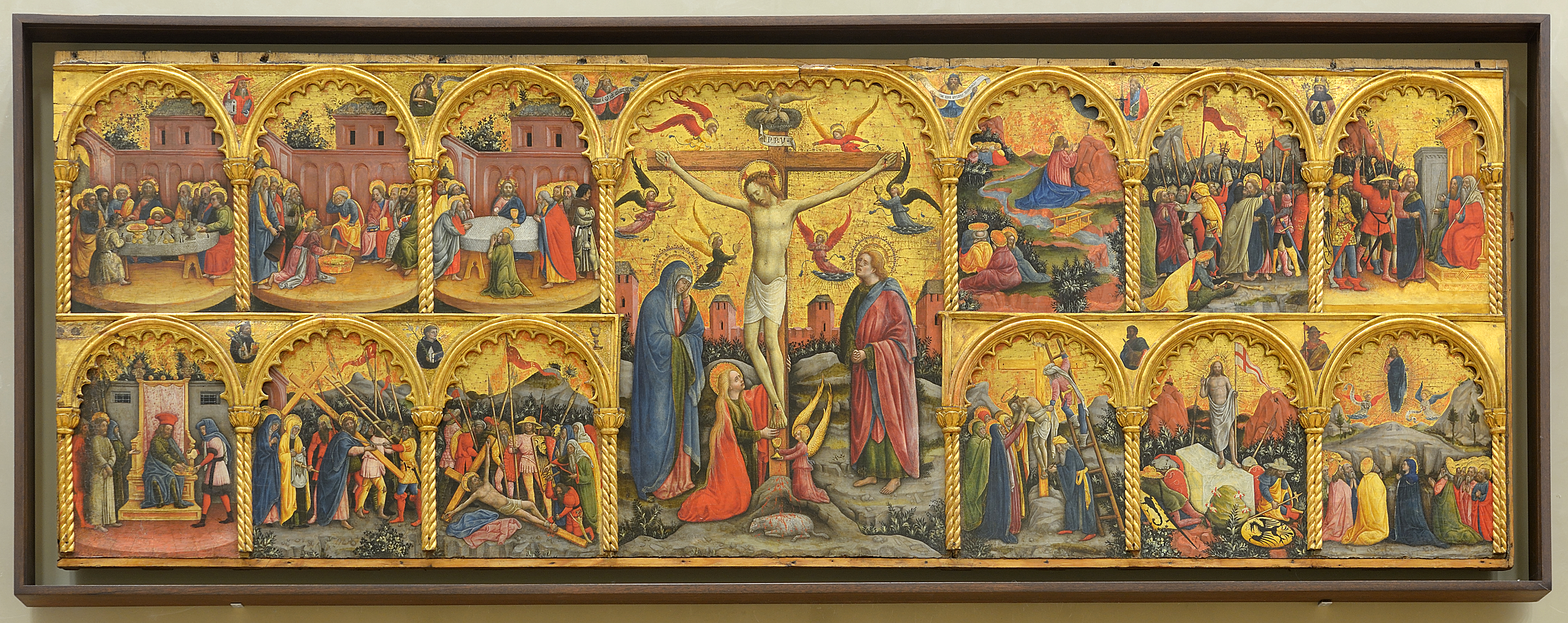
Polyptyque de la Passion dans la Ca' d'Oro.

  - Polyptyque de Sainte Sabine,1443 et Polyptyque de la Vierge avec Giovanni d'Alemagna, église San Zaccaria, chapelle San Tarasio
  - Polyptyque du Corps du Christ ou du Sépulcre, 1433, avec Giovanni d'Alemagna, église San Zaccaria, chapelle de San Tarasio
  - Mariage de sainte Monique, vers 1441, petit panneau faisant partie d'une série d'épisodes qui entouraient la statue de la sainte dans l'église de Santo Stefano, Gallerie dell'Accademia de Venise
  - Couronnement de la Vierge, 1444 avec Giovanni d'Alemagna, église San Pantalon
  - Triptyque de la Vierge à l'enfant en majesté entourée d'anges entre les docteurs de l'Église (saints Grégoire, Jérôme, Ambroise et Augustin, 1446, avec Giovanni d'Alemagna, Gallerie dell'Accademia de Venise
  - Polyptyque de la Passion de la collection Franchetti dans la Ca' d'Oro

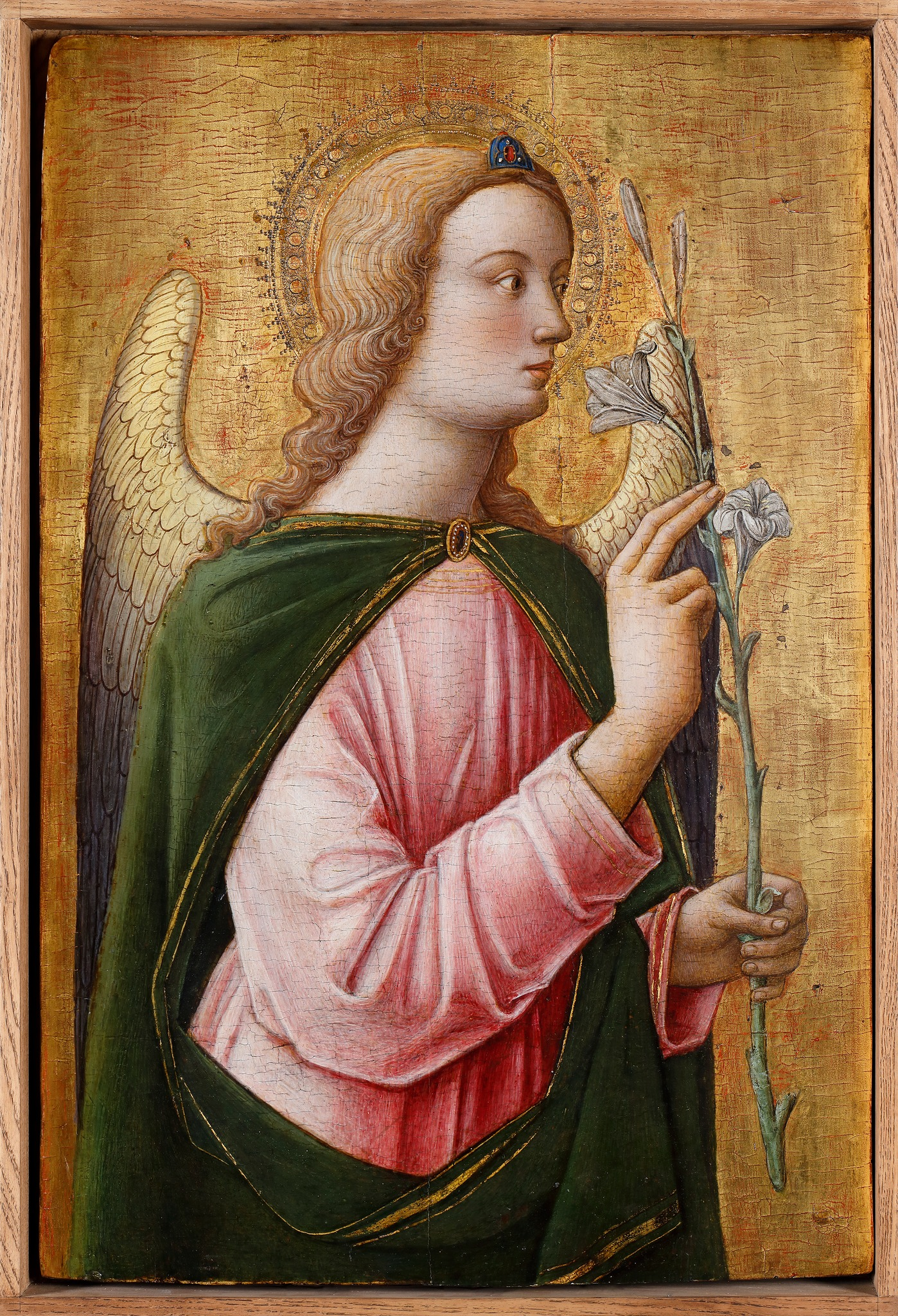
L'Archange Gabriel au musée des Beaux-Arts de Tours.

- Conservées au musée des Beaux-Arts de Tours
  - L'Archange Gabriel
  - Saint Louis de Toulouse
  - Saint Antoine de Padoue